# Pseudentephria remmi
Pseudentephria remmi là một loài bướm đêm trong họ Geometridae.